# Hilda Ochoa-Brillembourg
Hilda Margarita Ochoa-Brillembourg (sinh năm 1945) là một nữ doanh nhân người Venezuela và là chủ tịch kiêm giám đốc điều hành hiện tại của Tập đoàn Đầu tư Chiến lược (SIG) mà bà thành lập năm 1987. Bà là cựu giám đốc đầu tư của Ngân hàng Thế giới và là thành viên hiện tại của một số ban giám đốc nổi tiếng.

## Cuộc sống và giáo dục ban đầu
Ochoa-Brillembourg học bằng Cử nhân kinh tế từ Đại học Catolica Andres Bello ở Caracas. Bà là một nhà phân tích tài chính được cấp phép (CFA) và nhận được MPA của mình từ Trường Chính phủ John F. Kennedy tại Đại học Harvard năm 1971. Là một cựu sinh viên của Fulbright-Hays, bà giành được bằng tiến sĩ quản trị kinh doanh tại Trường Kinh doanh Harvard.

## Sự nghiệp
Ochoa-Brillembourg từng là giám đốc đầu tư và cố vấn tài sản và trách nhiệm pháp lý tại Ngân hàng Thế giới. [3] Bà là thủ quỹ cho CA Luz Eléctrica de Venezuela và tư vấn tài chính độc lập cho Bộ Phát triển Venezuela, Bộ Ngoại giao Venezuela và Grupo Cisneros.
Ochoa-Brillembourg là giám đốc điều hành của Ashmore EMM LLC. Bà là thành viên Hội đồng quản trị của Ngân hàng Thế giới/Quỹ Tiền tệ Quốc tế, General Mills, Công ty Quản lý Harvard, các công ty McGraw-Hill, Dàn nhạc Giao hưởng Quốc gia Washington Opera và là chủ tịch của Dàn nhạc YOA của châu Mỹ.
Bà là thành viên của ủy ban đầu tư của Quỹ Gia đình Rockefeller, các ủy ban cố vấn của Trung tâm Nghiên cứu Mỹ La tinh, Trung tâm Hauser cho các tổ chức phi lợi nhuận tại Đại học Harvard và Sun Trust-Asset Management Advisors.